# Veliki mračnik
Veliki mračnik (znanstveno ime Nyctalus lasiopterus) je dokaj redka vrsta gladkonosih netopirjev, razširjena po Evropi, zahodni Aziji in severni Afriki. Z razponom kril okoli 46 cm je največja in najmanj raziskana vrsta evropskih netopirjev ter ena redkih, ki se hranijo celo s pticami pevkami. Veliki mračnik je hkrati edina vrsta netopirjev, ki lovi ptice v letu, in ne med prenočevanjem. Krila ima prilagojena za lov večjega plena v letu, za lov pa uporablja eholociranje s frekvencami, ki jih ptice ne morejo slišati.

## Opis
Veliki mračnik je popolnoma prilagojen na temo in je ena redkih vrst netopirjev, ki zapustijo dnevno prebivališče šele, ko se popolnoma znoči. Ima dobro razvita sluh in voh, vid pa slabo razvit.
Krila velikega mračnika so tanjša od ptičjih, zato je netopir okretnejši v zraku. Tanka opna kril se pogosto strga, a se hitro obnovi. Razpon kril pri odraslih živalih je med 41 in 46 cm, dolžina odraslega netopirja znaša med 8,4 in 10,4 cm, rep je dolg med 5,5 in 6,6 cm, dolžina podlahti pa je med 6,2 in 6,8 cm. Odrasla žival tehta med 41 in 76 g. Navadno leti na večji višini, lovi pa bližje tlom. Barva kožuha na hrbtu je enakomerno rdečkasto rjava do temno rjava.